# Gerald Estrin
Gerald Estrin (9 septembre 1921-29 mars 2012) est un informaticien américain, professeur au département  des sciences informatiques de l'UCLA. Il est connu pour ses travaux sur l'organisation des systèmes informatiques, sur le traitement en parallèle et SARA (système d'architectes de l'apprenti).

## Biographie scientifique
Estrin étudie le génie électrique à l'université du Wisconsin avec un B. Sc. en 1948, un M. Sc. en  1949 et un Ph. D. en 1951 (titre de la thèse : « A Study of Artificial Dielectric Media »). De 1950 à 1956 il est ingénieur dans le groupe de John von Neumann qui développe une série de premiers calculateurs d'après les  plans de Neumann à l'Institute for Advanced Study (les machines IAS). Sur invitation de l’Institut Weizmann il construit un ordinateur similaire en Israel comme directeur du projet Weizac (1954-55). Il devient professeur d'informatique à l'université de Californie à Los Angeles (UCLA), où il dirige de 1979 à 1982 et de 1985 à 1988 le département d'informatique. Il est émérite en 1991.